# Вильянуэва, Карлос
Ка́рлос Андре́с Вильянуэ́ва Роланд (исп. Carlos Andrés Villanueva Roland; 5 февраля 1986, Винья-дель-Мар) — бывший чилийский футболист, игравший на позиции полузащитника. В 2007 году выступал за сборную Чили.

## Карьера

### Аудакс Итальяно
В Кубке Либертадорес 2007 года левоногий плеймейкер был ключевым игроком «Аудакс Итальяно». Команда не смогла выйти в плей-офф из-за разницы забитых и пропущенных мячей. Вильянуэва был вознаграждён вызовом в сборную Чили на Кубок Америки 2007 года.

### Блэкберн Роверс
17 июля 2008 года агенты Вильянуэвы, а также его бывший клуб подтвердили, что Вильянуэва будет играть за «Блэкберн Роверс» в Премьер-лиге в Англии.
2 августа Вильянуэва завершил переход в «Блэкберн» на правах аренды сроком на один сезон. У клуба была возможность сделать сделку постоянной за заранее согласованную плату. Вильянуэва также согласовал условия продления своего контракта ещё на три года, если такая возможность появится.
27 августа Вильянуэва дебютировал за "Блэкберн" в матче Кубка Лиги против "Гримсби Таун", в котором он забил свой первый гол за клуб. Он также забил гол нападающему Мэтту Дербиширу со счетом 4:1. Его дебют был отложен на несколько недель из-за вируса ветряной оспы, который вынудил его держаться подальше от тренировочных площадок клуба, чтобы он не передал вирус другим сотрудникам.
20 сентября Вильянуэва дебютировал (дома) в Премьер-лиге, выйдя на замену в конце второго тайма в матче против «Фулхэма». Его влияние было незамедлительным и значительным. Он хорошо взаимодействовал с Роке Санта-Крусом и отдал ему пас, после чего тот забил победный гол, который реализовал «Дербишир».
Он дебютировал в Премьер-лиге 27 сентября в матче против «Ньюкасл Юнайтед» на «Сент-Джеймс Парк», отдав голевую передачу Кристоферу Самбе.
5 января 2009 года он забил гол со штрафного удара в ворота «Блит Спартанс» в Кубке Англии, выведя свою команду вперёд, а 4 февраля отдал две голевые передачи в ворота «Сандерленда» в Кубке Англии. 11 апреля он впервые сыграл в Премьер-лиге с тех пор, как Сэм Эллардайс возглавил «Блэкберн»

### Аль-Шабаб
15 мая 2009 года «Аудакс Итальяно» подписали Вильянуэва в «Аль-Шабаб», эмиратский клуб заплатил «Аудакс» около 5 миллионов долларов. Хотя он публично заявил, что хотел бы остаться в «Блэкберне» и попытаться закрепиться в одной из ведущих мировых лиг.

### Аль-Иттихад
15 июля 2016 года Вильянуэва присоединился к «Аль-Иттихаду» в Саудовской профессиональной лиге.

### Магальянес
В июне 2022 года Вильянуэва расторг контракт с «Палестино» и перешёл в «Магальянес» «Примера Б». Он расторг контракт в декабре 2023 года.

### Возвращение в Аудакс Итальяно
В 2024 году Вильянуэва вернулся в «Аудахс Итальяно» после пятнадцатилетнего перерыва. В конце сезона он объявил о завершении карьеры.

## После выхода на пенсию
В марте 2025 года Вильянуэва подписал контракт с TNT Sports Chile в качестве футбольного комментатора.

## Достижения
- Лучший игрок Чили 2007 года